# Еиџи (ера)
Еиџи (永治) је јапанска ера (ненко) која је настала после Хоен и пре Коџи ере. Временски је трајала од јула 1141. до априла 1142. године и припадала је Хејан периоду. Владајући цареви били су Сутоку и Коное.

## Важнији догађаји Еиџи ере
- 1141. (Еиџи 1, трећи месец): Бивши цар Тоба постаје будистички монах у 27 години живота.[3]
- 5. јануар 1142. (Еиџи 1, седми дан дванаестог месеца): У осамнаестој години владавине цар Сутоку абдицира у корист свог млађег брата, осмог сина бившег цара Тобе. На трону је сад цар Коное.[4]